# Malhana
Malhana (nom occità; el nom oficial francès és Maillane) és una vila de la Provença. Administrativament és una comuna francesa, situat al departament de Boques del Roine i a la regió de Provença – Alps – Costa Blava. L'any 1999 tenia 1.880 habitants i en 2011 en tenia 2.408.
A Malhana hi nasqué l'escriptor en occità Frederic Mistral, que fou guardonat amb el Premi Nobel de Literatura l'any 1904.

## Demografia
| Evolució de la població |       |       |       |       |       |       |       |       |
| 1793                    | 1800  | 1806  | 1821  | 1831  | 1836  | 1841  | 1846  | 1851  |
| 1 200                   | 1 324 | 1 273 | 1 386 | 1 505 | 1 356 | 1 430 | 1 507 | 1 556 |

| 1856  | 1861  | 1866  | 1872  | 1876  | 1881  | 1886  | 1891  | 1896  |
| ----- | ----- | ----- | ----- | ----- | ----- | ----- | ----- | ----- |
| 1 522 | 1 541 | 1 532 | 1 480 | 1 390 | 1 347 | 1 342 | 1 383 | 1 347 |

| 1901  | 1906  | 1911  | 1921  | 1926  | 1931  | 1936  | 1946  | 1954  |
| ----- | ----- | ----- | ----- | ----- | ----- | ----- | ----- | ----- |
| 1 373 | 1 369 | 1 407 | 1 325 | 1 354 | 1 372 | 1 308 | 1 315 | 1 306 |

| 1962  | 1968  | 1975  | 1982  | 1990  | 1999  | 2006 | 2011 | 2016 |
| ----- | ----- | ----- | ----- | ----- | ----- | ---- | ---- | ---- |
| 1 354 | 1 472 | 1 430 | 1 571 | 1 664 | 1 884 | -    | -    | -    |

| 2019 | - | - | - | - | - | - | - | - |
| ---- | - | - | - | - | - | - | - | - |
| -    | - | - | - | - | - | - | - | - |

## Administració
| Període   | Identitat            | Partit |
| --------- | -------------------- | ------ |
| 1989-2001 | Jacqueline Cornillon |        |
| 2001-2002 | René Moucadel        |        |
| 2002-2008 | Jacques Demarle      |        |
| 2008-     | Jacqueline Cornillon |        |

## Personatges il·lustres
- Frederic Mistral (1830-1914) escriptor, Premi Nobel de Literatura de l'any 1904.